# Râul Someșul Mic
Someșul Mic se formează din unirea Someșului Rece cu Someșul Cald în dreptul localității Gilău. Traversează orașul Cluj-Napoca și se unește cu Someșul Mare la Dej pentru a forma râul Someș.

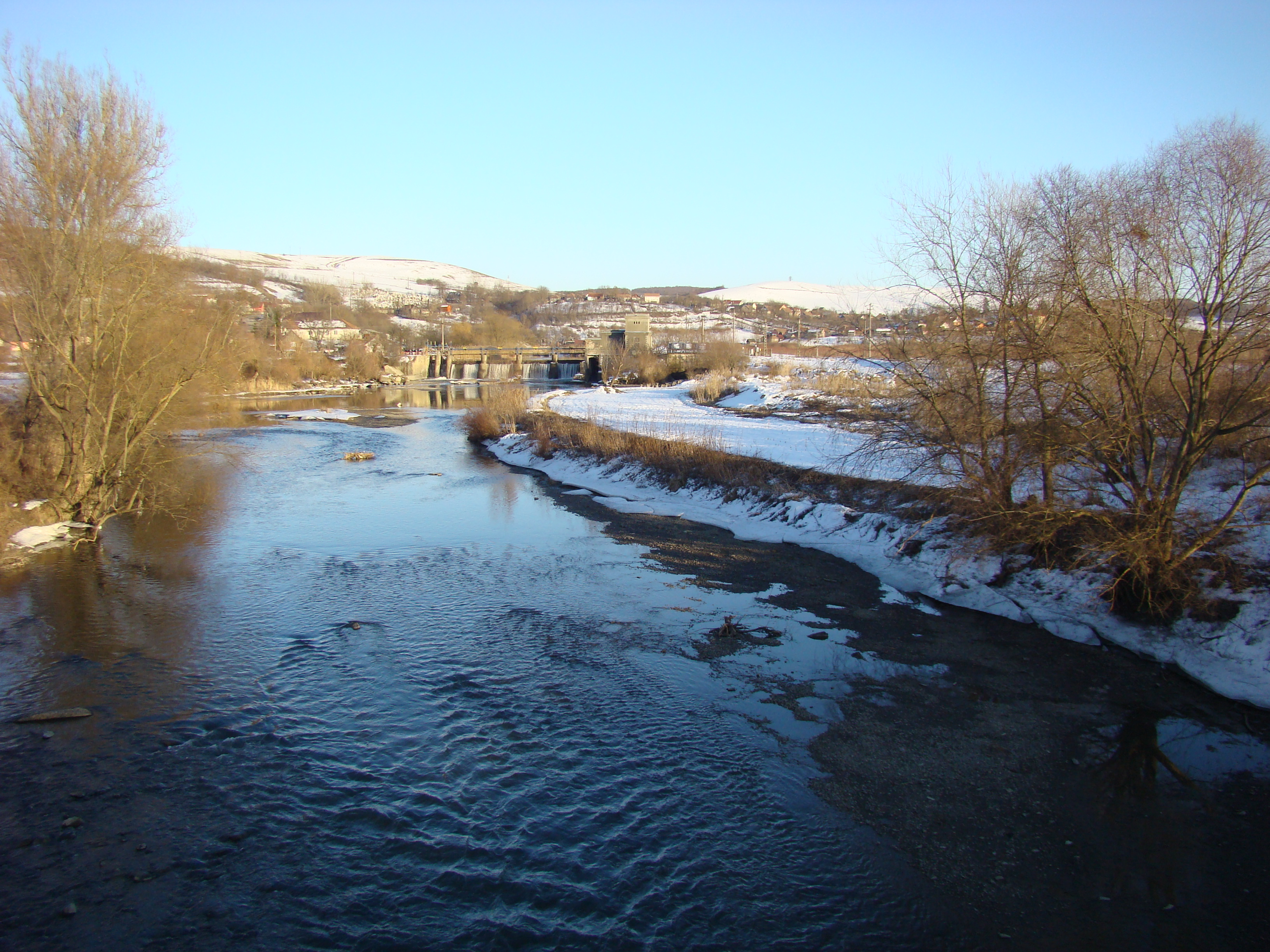
Amenajarea hidrotehnică din satul Mănăstirea, pe Someșul Mic, la 1 km în amonte de confluența cu Someșul Mare

## Afluenți
Din Podișul Someșan, Someșul Mic culege următorii afluenți: Căpușul, Nadășul, Borșa cu mari oscilații de nivel și debit al apei. În Câmpia Transilvaniei are afluenții: Gădălinul, Fizeșul și Bandăul. La Dej Someșul Mic se unește cu Someșul Mare.